# Mr. Toad's Wild Ride

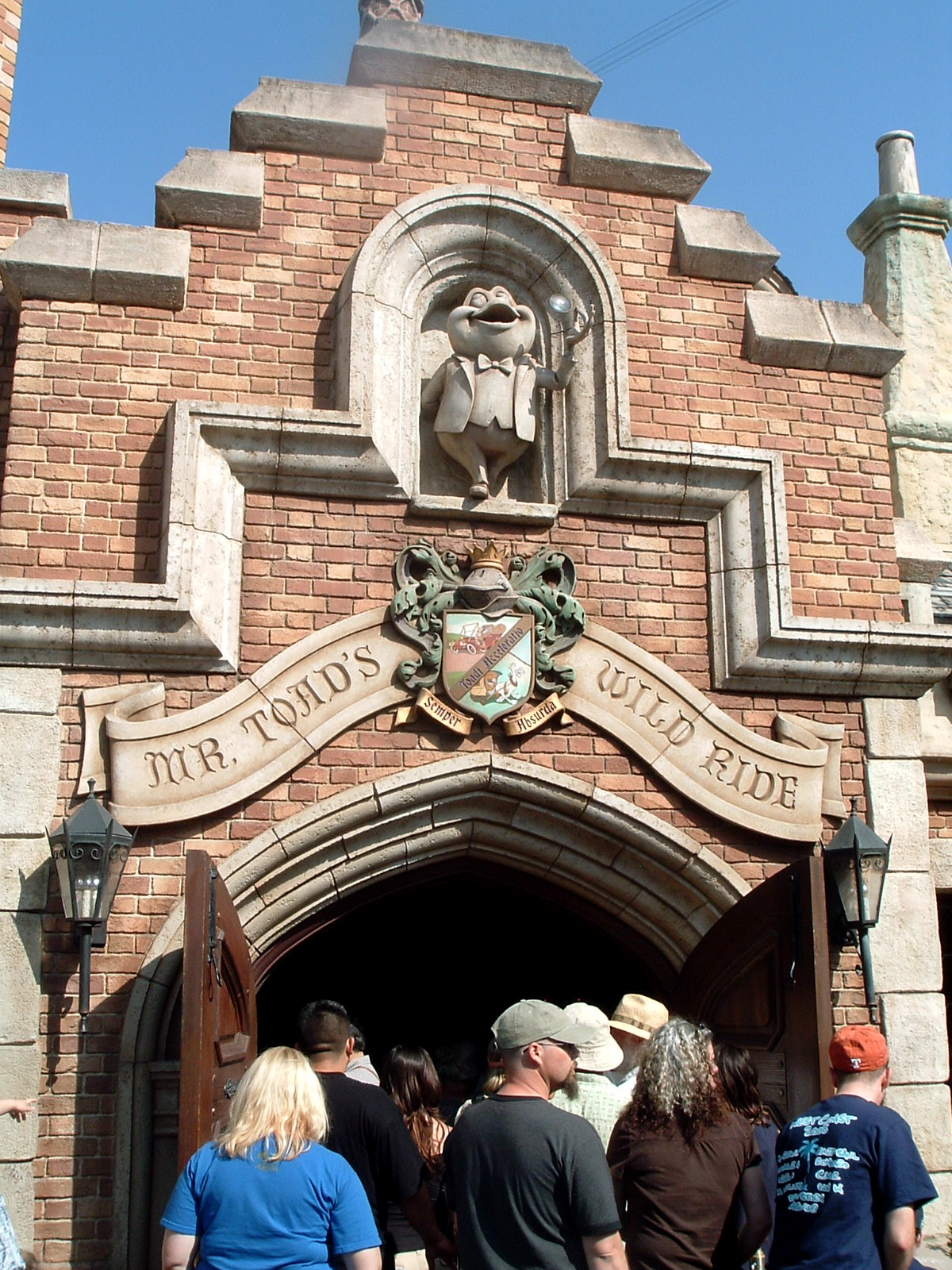

Mr. Toad's Wild Ride è una dark ride a Disneyland. Si tratta di una delle poche attrazioni rimanenti che era operativa nel giorno di apertura del parco nel 1955 (anche se la versione corrente dell'attrazione è stata inaugurata nel 1983). La storia della corsa è basata sull'adattamento Disney de Il vento tra i salici (1908), uno dei 2 segmenti del film Le avventure di Ichabod e Mr. Toad (1949).